# La Prison de glace
La Prison de glace (Ice Bound: A Woman's Survival at the South Pole) est un téléfilm canadien réalisé par Roger Spottiswoode, diffusé en 2003.

## Synopsis
L'histoire vraie d'une femme médecin, qui doit lutter contre un cancer dans une zone difficilement accessible du pole Sud...

## Fiche technique
- Titre original : Ice Bound: A Woman's Survival at the South Pole
- Réalisateur : Roger Spottiswoode
- Scénario : Peter Pruce et Maria Nation
- Photographie : Pierre Mignot
- Musique : Jeff Danna
- Pays : Canada
- Durée : 86 min

## Distribution
- Susan Sarandon : Docteur Jerri Nielsen
- Aidan Devine : "Big" John Penny
- Cynthia Mace : Claire "Fingers" Furinski
- Paulino Nunes : Rafe Pollard
- Steve Cumyn : Trash (Sandy)
- Carl Marotte : Jacques Albrecht
- Lorne Cardinal : Barry Colombus
- Linlyn Lue : Sarah Kemp
- Kathryn Zenna : "Galley" Annie
- Richard Waugh : Hugh
- Kris Holden-Ried : "Lunar"
- Kenneth Welsh : Docteur Ben Murdoch
- Benz Antoine : Morris
- Gina Clayton : Docteur Miller
- Joe Pingue : Pixel Pete